# Peter Bolg
Peter Bolg (* 1. April 1938 in Köln-Mülheim; † 14. Dezember 2020) war ein deutscher Goldschmied. Er war während seines Berufslebens überwiegend an der Kölner Dombauhütte tätig, zuletzt bis zu seinem Eintritt in den Ruhestand als Leiter der Goldschmiedewerkstatt. Unter seinen Arbeiten ragen die von 1961 bis 1973 – zunächst gemeinsam mit seinem Lehrmeister Fritz Zehgruber – durchgeführte Restaurierung des Dreikönigenschreins und die von 1978 bis 1987 erfolgte Rekonstruktion der 1975 beim Domschatzraub aus der Domschatzkammer Köln gestohlenen und zerstörten Prunkmonstranz von Christian Schweling aus dem 17. Jahrhundert heraus.

## Leben
Peter Bolg trat 1953 als Auszubildender in die Werkstatt von Fritz Zehgruber ein. Sein Meisterstück war 1963 eine heute zum Domschatz gehörende Monstranz. Darüber hinaus fertigte er als Goldschmied eine Anzahl weiterer überwiegend liturgischer Goldschmiedearbeiten. Der Schwerpunkt seiner Arbeit waren jedoch während seines ganzen Berufslebens die Restaurierung und Konservierung von Schreinen und anderen Goldschmiedewerken.
Nach dem Tod Zehgrubers war Bolg bis 2001 Leiter der Goldschmiedewerkstatt der Kölner Dombauhütte. Dort war er für die Erhaltung der Objekte des Domschatzes mit dem Dreikönigenschrein und der Silberkammer verantwortlich. Zu seinen Aufgaben gehörte auch die Restaurierung weiterer bedeutender Schreine und Reliquiare im Erzbistum Köln und darüber hinaus. Bolg war Mitbegründer und von 1982 bis 2002 Mitglied der internationalen Beraterkommission zur Sicherung und Konservierung der mittelalterlichen Reliquienschreine im Erzbistum Köln. Als Gutachter war er auch international tätig. Diese „Nebentätigkeiten“ führte er auch über seinen Eintritt in den Ruhestand hinaus fort.

### Dreikönigenschrein
Der Dreikönigenschrein war im 19. Jahrhundert um ein Joch von 40 cm Breite verkürzt worden. Die ursprünglich vorhandenen Goldschmiedearbeiten waren verloren, und der Schrein wies eine Reihe weiterer Beschädigungen auf.
1961 wurde dem Goldschmied Fritz Zehgruber im Alter von bereits 73 Jahren die Aufgabe übertragen, den Schrein wieder in seinen ursprünglichen Zustand zurückzuversetzen. Peter Bolg war als Mitarbeiter Zehgrubers an den Arbeiten beteiligt und ab 1970 alleine verantwortlich.

### Prunkmonstranz von Christian Schweling
Am 1. November 1978 wurde die Kölner Domschatzkammer beraubt. Den Tätern fielen zahlreiche Goldschmiedearbeiten in die Hände, darunter die Prunkmonstranz von Christian Schweling aus den Jahren 1657/1658. Die Monstranz wurde nach dem Raub fast vollständig zerstört, die Edelsteine wurden herausgebrochen und das Gold eingeschmolzen.
Die von Peter Bolg durchgeführte Rekonstruktion dauerte von 1978 bis 1987. Eine Voraussetzung waren ältere Farbfotos der Monstranz und photogrammetrische Aufnahmen, die kurz vor dem Diebstahl angefertigt wurden.

### Weitere Restaurierungen (in Auswahl)
- Thronende Madonna in St. Maria in der Kupfergasse, Köln (frühe 1960er)
- Goldene Madonna im Hildesheimer Domschatz (1972–1975)[1]
- Borghorster Stiftskreuz (1976)[1]
- Barbarossakopf in Cappenberg (1981)[1]
- Karlsschrein und Marienschrein im Aachener Dom (1983–2000)[1]
- Oswaldreliquiar in Hildesheim (1988–1989)[1]
- Heribertschrein in Köln-Deutz (1989–1993)[1]
- Honoratusschrein (1994–1998) und Annoschrein in Siegburg (1999)[1]
- Viktorschrein in Xanten (ab 2013)[1]

## Ehrungen
- Silvesterorden (1974), in Anerkennung seiner Leistung bei der Restaurierung des Dreikönigenschreins[3]
- Eintrag in das Goldene Buch der Stadt Köln am Dreikönigstag 2004[3]